# 東南科技大學
東南科技大學是位於台灣新北市深坑區的一所私立科技大學，於1970年8月創立，創辦人蔣志平有鑒于當時國家工業發展興盛，有賴各界協助工業技術人才培育，遂集資籌設，目前設有工程與電資、觀餐休閒與管理、創新設計等3個學院，共設有19個系、4個碩士班。

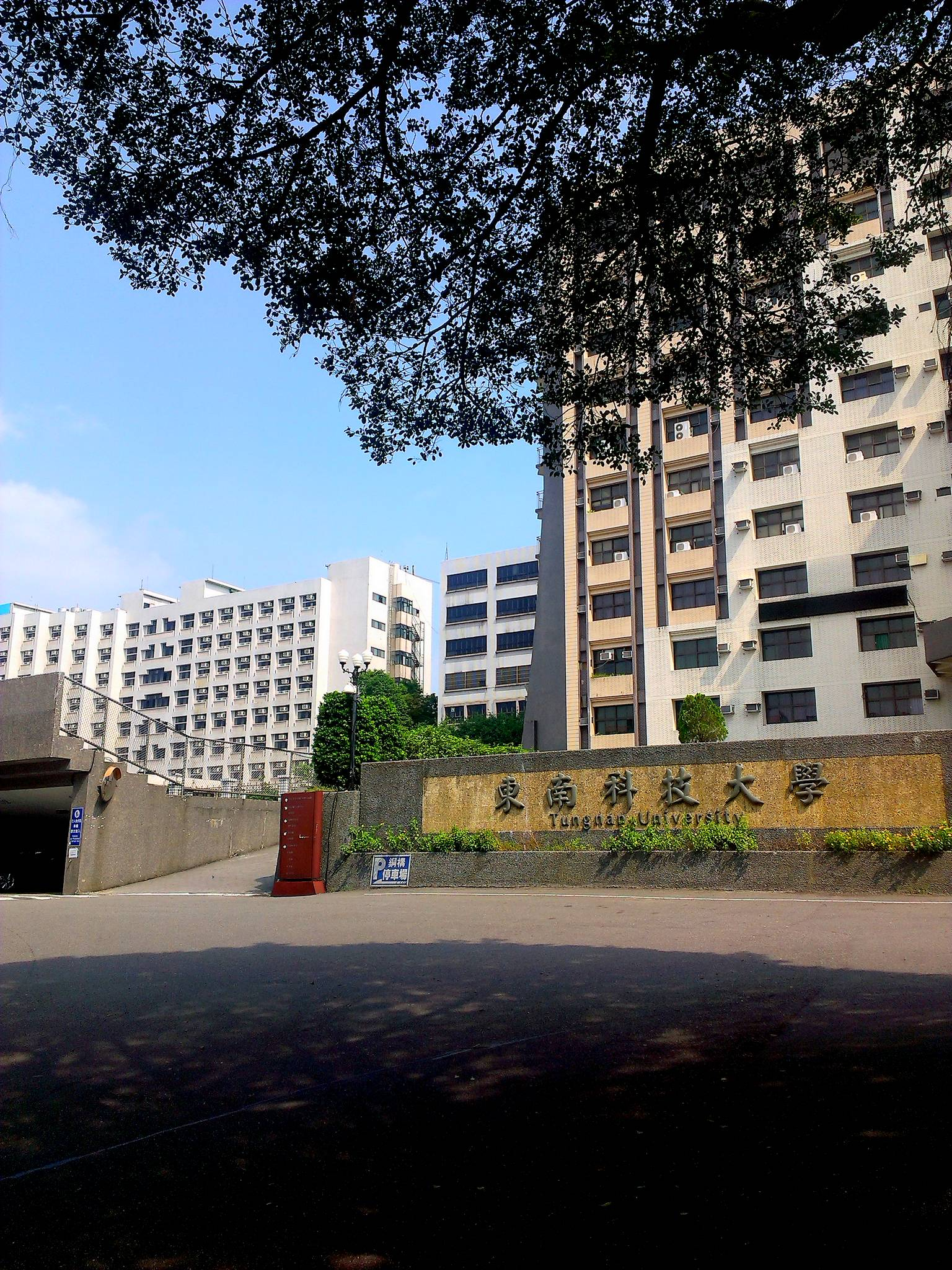
東南科技大學校園-學生廣場前

## 沿革

### 東南工業專科學校（1970~2000）
- 1970年8月28日 「東南工業專科學校」立案招生，初設電子、機械、電機三科。
- 1972年 8月增設土木科，以因應國內土木工程專業人才之需要。
- 1981年 10月成立電子計算機中心
- 1982年 8月設立二年制夜間部土木工程科。
- 1983年 推行校務行政電腦化，8月設立二年制夜間部機械科。
- 1988年 6月完成學生宿舍大樓、圖書館、電腦中心及實習大樓。
- 1988年 8月成立五年制工業工程與管理科、增設二年制夜間部電子科，招收已服役或無兵役義務之社會在職從業人員。
- 1989年 8月成立五年制環境工程科及二年制電子工程科。
- 1990年 8月設立二年制機械工程科。
- 1991年 8月增設夜間部二年制工業工程與管理科及環境工程科。
- 1992年 8月增設夜間部二年制電機科。
- 1995年 8月增設二年制電機工程科及工業工程與管理科。
- 1996年 首創國內網際網路校園廣播站。
- 1997年 8月樓高11層中正教學大樓完工啟用。
- 1998年 8月新建完工現代化室外運動場、核准電子科及工管科設立補校。
- 1999年 8月由加拿大瑞商遠東公證公司 (SGS)派員評鑑，通過ISO 9002認證，並於8月8日授證。再核准機械科、電機科及土木科招生，並更名為進修學校。

### 東南技術學院（2000~2007）
- 2000年4月19日
  - 改制為東南技術學院
  - 正式成立電資、管理、工程三大學群
  - 增設資訊管理科、應用外語科、自動化科技系
- 2000年 8月 改制電子工程系、電機工程系、工業管理系、土木工程系、機械工程系、環境工程系
- 2001年 8月 增設企業管理系
- 2002年 8月 增設機電整合研究所、自動化工程系、營建管理系。
- 2003年 8月 
  - 資訊管理科、應用外語科分別改制為資訊管理系、應用外語系
  - 環境工程系改名環境與安全衛生工程系
- 2004年 8月 
  - 工業管理系改名工業工程與管理系。
  - 應用外語系改名應用英語系
  - 增設環境管理系、防災科技研究所、機電整合研究所。
- 2005年 8月 
  - 成立電力電子研究中心
- 2006年 8月 
  - 資訊工程系、電腦與通訊學系整併為資訊科技與通訊系。增設工業管理研究所、休閒事業管理系
  - 成立北區太陽能技術資源中心
  - 土木工程系改名營建科技系，並增設產業與防災科技組
  - 自動化科技系改名機電科技學系

### 東南科技大學（2007~）
- 2007年8月1日 改制為「東南科技大學」
  - 三大學群改制為電資、管理及工程學院
  - 成立進修學院
  - 增設工業管理研究所、電機工程研究所
  - 停招環境與安全衛生工程系生物技術組
- 2009年8月，營建科技系產業與防災科技組改名營建科技系工程技術與資訊組
- 2010年8月
  - 增設餐旅管理系
  - 營建科技系成立室內設計組、空間設計組；機電科技系成立能源與冷凍空調組；環境與安全衛生工程系成立綠色科技組；資訊管理系成立數位媒體設計組
- 2011年7月
  - 增設數位媒體設計系。
  - 機電科技系能源與冷凍空調組獨立為能源與冷凍空調工程系；營建科技系室內設計組獨立為室內設計系
  - 整合原管理學院之休閒事業管理系、餐旅管理系、應用英語系，及數位媒體設計系、室內設計系成立生活應用學院
  - 工業工程與管理系成立運籌管理組；機械工程系成立車輛組；機電科技學系成立電腦輔助設計組
  - 資訊管理系數位媒體設計組改名資訊管理系互動媒體組
- 2012年7月
  - 機電科技系電腦輔助設計組獨立為創意產品設計系，改隸生活應用學院
  - 企業管理系增設演藝事業管理組
  - 增設流通管理系
  - 停招工業工程與管理系運籌管理組
- 2013年8月
  - 工業工程與管理系復名工業管理系；流通管理系改名行銷與流通管理系；資訊科技與通訊系改名資訊科技系；環境管理系改名觀光與生態旅遊系
  - 營建科技系改名營建與空間設計系，並分設空間設計組、綠營建設計組之分組
  - 環境與安全衛生工程系復名環境工程系，並取消綠色科技組，改設休閒環境管理組。
- 2015年8月
  - 停招工業管理系、環境工程系。增設表演藝術系，企業管理系取消演藝事業管理組、餐旅管理系取消旅館管理組。
- 2015年11月
  - 調整學院架構：原隸生活應用學院之創意產品設計系、室內設計系、數位媒體設計系，新組創新設計學院；原生活應用學院改名觀餐休閒學院，並納入原管理學院之觀光與生態旅遊系；工程學院與電資學院合併為工程與電資學院。
- 2016年
  - 停招資訊管理系、四技進修部企業管理系、二技進修部電子工程系。營建與空間設計系取消綠營建設計組、空間設計組之分組。
- 2017年
  - 增設數位遊戲設計系。觀光與生態旅遊系改名觀光系。
  - 觀餐休閒學院與管理學院整併為觀餐休閒與管理學院。
- 2018年
  - 工業管理系碩士班獨立為產業經營管理研究所。

- 2019年
  - 停招企業管理系、行銷與流通管理系四技日間部。
  - 管理學院專班與觀光休閒學院專班整併為觀餐休閒與管理學院專班。

## 歷任校長
| 任別  | 姓名   | 任期              | 備註 |
| ----- | ------ | ----------------- | ---- |
| 19-20 | 李清吟 | 2011年8月1日-迄今 |      |

## 校歌
舊版
作曲：張為民  作詞：單繩武
我們來自四方，金石同盟，
朝夕相處，親愛精誠。
博學慎問，慎思明辨，
貴有真知，更貴力行。
我們相期共許，為天地立心，
為生民力命，為往聖繼絕學
為萬世開太平，願我東南青年，
術德兼修，文武合一，
都成為社會的中堅，都成為國家的干城。
新版
作曲：張為民  修正：蔣志平
我們來自四方，金石同盟，
朝夕相處，親愛精誠。
博學慎問，慎思明辨，
忠誠勤毅，五育並進。
我們都相其共許，為天地立心，
為生民立命，為往聖繼絕學，
為萬世開太平，願我東南青年，
術德兼修，文武合一，
都成為社會的中堅，都成為國家的干城。

## 學院系所
| 工程與電資學院 | 營建科技與防災研究所 | 機械工程系暨研究所 車輛組 | 營建與空間設計系 綠營建設計組 空間設計組 |
| 工程與電資學院 | 機電科技學系         | 能源與冷凍空調工程系      | 電機工程系                               |
| 工程與電資學院 | 資訊科技學系         | 電力電子研究中心          | 微奈米科技研究中心                       |

| 觀餐休閒與管理學院 | 應用英語系(113年停招) | 休閒事業管理系 | 餐旅管理系         |
| 觀餐休閒與管理學院 | 表演藝術系            | 觀光系         | 產業經營管理研究所 |

| 創新設計學院 | 室內設計系 | 數位媒體設計系 |  |

| 通識教育中心 |
| ------------ |

## 學生活動

### 學生組織
| - 學生自治會 - 學生議會 - 畢聯會 - 觀光系學會 - 休管系學會 - 應英系學會 - 營空系學會 - 機械系學會 - 資訊系學會 - 電子系學會 - 電機系學會 - 餐旅系學會 - 室設系學會 - 冷凍空調系學會 - 數媒系學會 - 創設系學會 - 表藝系學會 - 數遊系學會 | - 頑固音樂吉他社 - 熱門音樂社 - 熱門舞蹈社 - 長跑社 - 競技啦啦隊 - 原民社 - 籃球社 - 女籃社 - 羽球社 - 桌球社 - 棒球社 - 撞球社 - 排球社 - 夢玄攝影社 - 動漫電玩社 - 電子競技遊戲社 - 野外求生安全研習社 - 桌上遊戲社 - 飲調社 - 志工團 - 信望愛社 - 親善大使團 - 聖經真理研究社 - 崇德社 - 春暉反毒運動社 - 出外人社 - 機研社 |

## 國際交流
- 院校國際合作交流計畫
  - 合作學校： 新加坡南洋理工大學
  - 合作內容：微生物燃料電池（Microbial fuel cells）共同開發及研究

## 研究中心
| 研究中心 | 電力電子研究中心 | 微奈米科技研究中心 | 綠色產品設計與製造中心 |

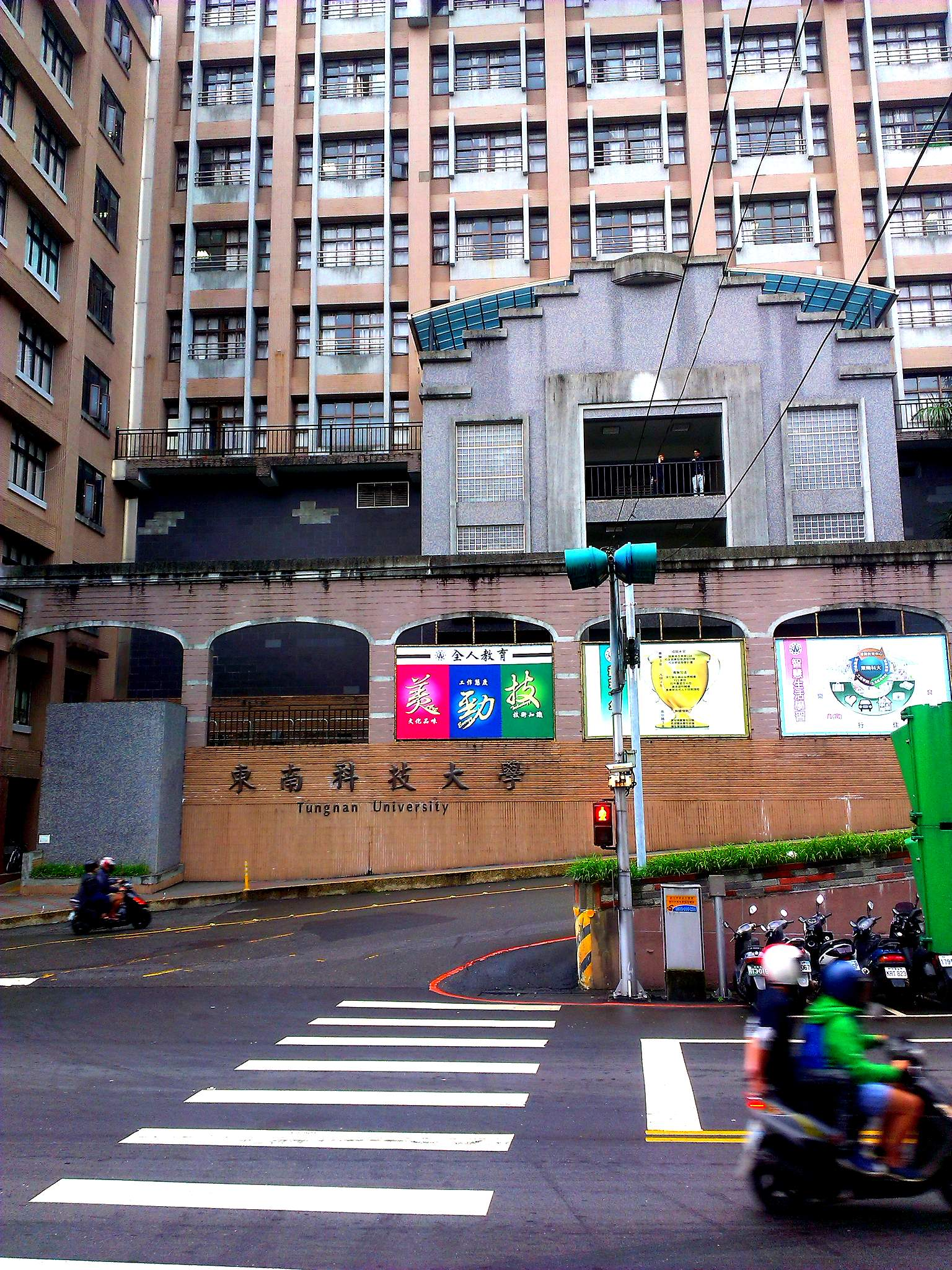
東南科技大學正面入口
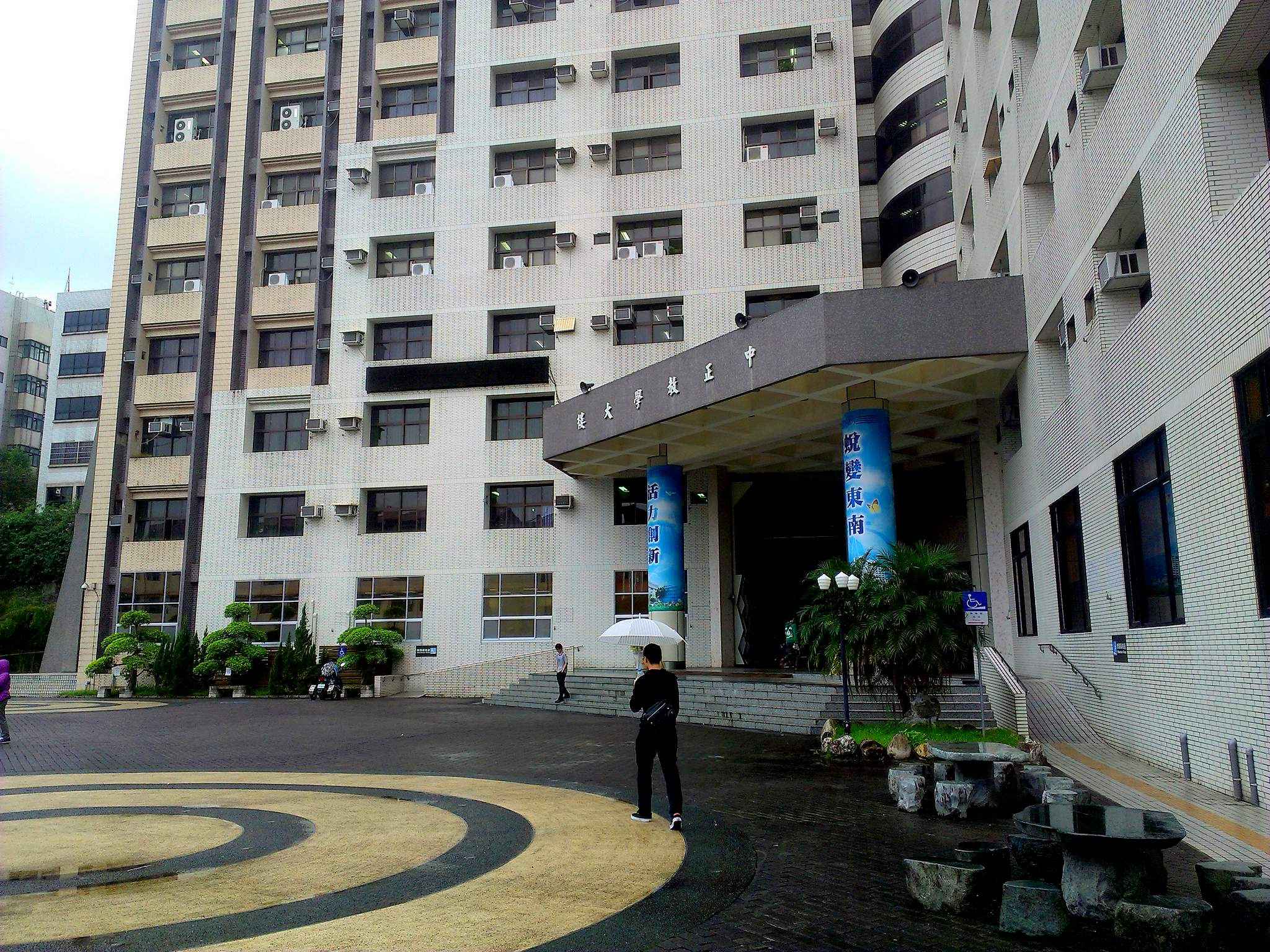
東南科技大學中正教學大樓
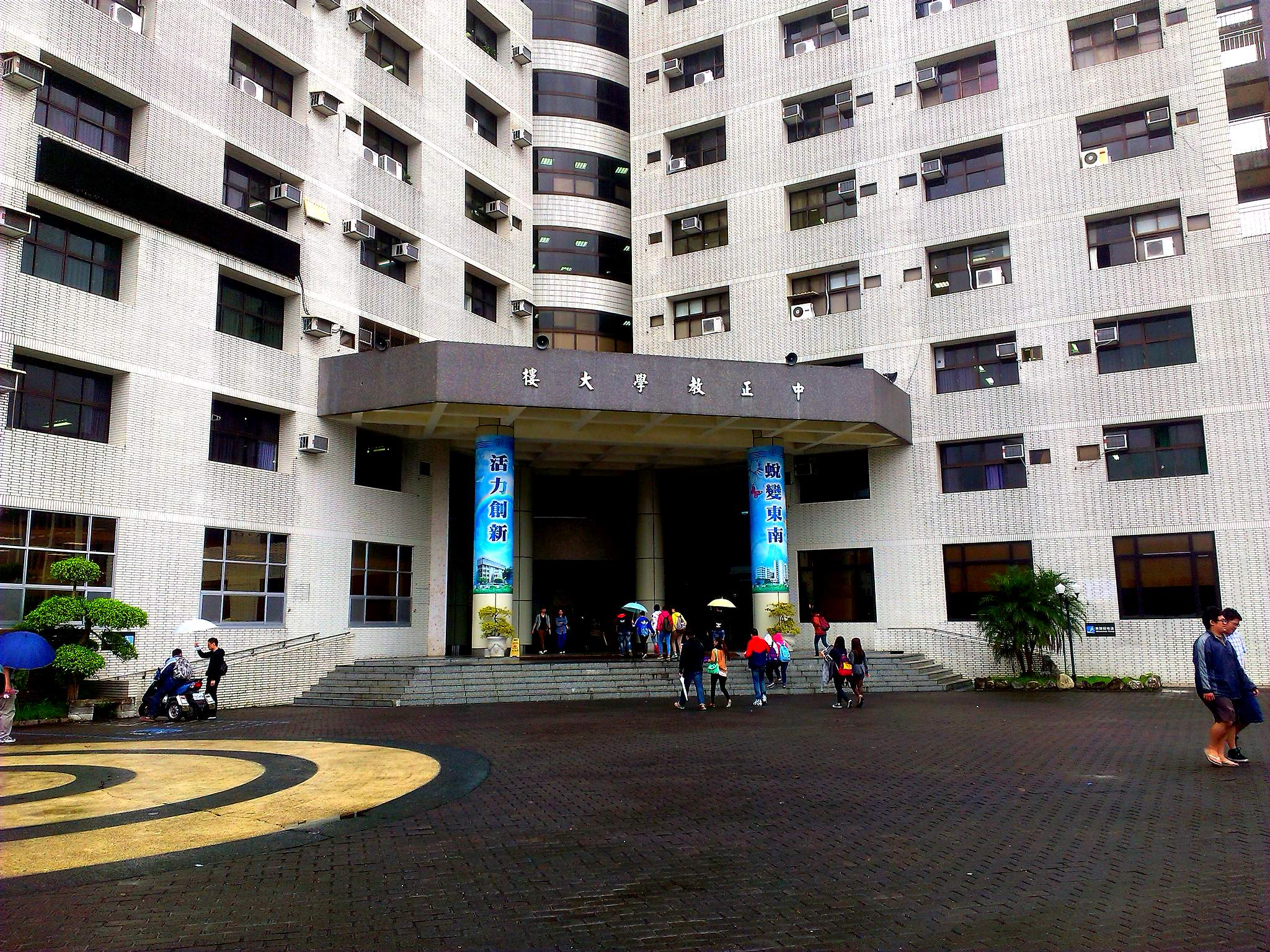
東南科技大學中正教學大樓

## 參閲
- 臺灣大專院校退場
- 發展典範科技大學計畫
- 獎勵大學教學卓越計畫

## 歷年日間部師生比及新生註冊率
- 112學年度日間部學生人數3104，專任老師人數126，日間部師生比24.63（學生數/老師數）。

- 111學年度新生註冊率62.06%。
- 112學年度新生註冊率56.81%。
- 113學年度新生註冊率

67.80%。

## 外部連結
- 東南科技大學 （页面存档备份，存于）
- 東南科技大學粉絲團的Facebook專頁